# Фајв Хајтс (Вашингтон)
Фајв Хајтс (енгл. Fife Heights) насељено је место без административног статуса у америчкој савезној држави Вашингтон.

## Демографија
По попису из 2010. године број становника је 2.137.
| Група             | 2000.    | 2010.         |
| Белци             | 0 (0,0%) | 1.625 (76,0%) |
| Афроамериканци    | 0 (0,0%) | 84 (3,9%)     |
| Азијати           | 0 (0,0%) | 144 (6,7%)    |
| Хиспаноамериканци | 0 (0,0%) | 133 (6,2%)    |
| Укупно            | 0        | 2.137         |